# 效能功耗比
效能功耗比（Performance per watt）是一種測量计算机系统结构或电脑硬件能量轉換效率的方法。效能功耗比有非常多種算法，不過大多使用熱能來計算。
所使用的性能和功耗指標取決於定義; 合理的性能衡量標準是FLOPS，MIPS或任何性能基準的得分。取決於度量的目的，可以採用幾種用電量度量; 例如，度量標準可能只考慮直接傳遞給機器的電力，而另一個可能包括運行計算機所需的全部電力，例如冷卻和監控系統。功率測量通常是運行基準時使用的平均功率，但也可以採用其他功率使用度量（例如峰值功率，空閒功率）。
例如，早期的UNIVAC I計算機每瓦特秒執行約0.015次操作（執行每秒1,905次操作（OPS），同時消耗125千瓦）。2005年發布的4 FR550核心版本的芯片上的富士通 FR-V VLIW / 并行向量處理器 系統執行51 Giga-OPS功耗為3瓦，每瓦功率為170億次。這是54年來超過一萬億次的改善。
計算機使用的大部分功率都轉換為熱量，因此需要較少瓦特來完成工作的系統將需要較少的冷卻來維持給定的工作溫度。降低冷卻需求可以使計算機更安靜。降低能耗還可以降低運行成本，並減少為計算機供電帶來的環境影響（請參閱綠色計算）。如果安裝在氣候控制有限的地方，較低功率的計算機將在較低的溫度下運行，這可能使其更加可靠。在氣候控制的環境中，減少直接用電也可能節省氣候控制能源。
計算能耗有時也通過報告運行特定基準所需的能量來衡量，例如EEMBC(嵌入式微處理器基準聯盟) 能量基準。標準工作負荷的能耗數據可能會更容易判斷電效率。
由於1瓦= 1焦耳/秒，每瓦性能（每秒操作）也可以寫成操作/瓦特秒或操作/焦耳。